# Zaphne subarctica
Zaphne subarctica är en tvåvingeart som först beskrevs av Ringdahl 1918.  Zaphne subarctica ingår i släktet Zaphne och familjen blomsterflugor. Arten är reproducerande i Sverige. Inga underarter finns listade i Catalogue of Life.